# Arena da Baixada
Estádio Joaquim Américo Guimarães běžně znám jako Arena da Baixada je stadion v Curitibě, hlavním městě spolkového státu Paraná, který je součástí Brazílie, a jedná se o domácí stadion fotbalového klubu Club Athletico Paranaense. Stadion byl prvním stadionem v Jižní Americe postavený se stahovací střechou. Jelikož město Curitiba bylo vybráno mezi dvanáct hostitelských stadionů na Mistrovství světa ve fotbale 2014, musela proběhnout velká rekonstrukce, která trvala od roku 2012 do roku 2014. Díky rekonstrukci se navýšila maximální kapacita diváků až na 42 372 míst k sezení.
Stadion se nachází ve čtvrti Água Verde blízko městského centra.

## Historie
Historie stadionu se začala psát počátkem dvacátého století. Roku 1914 vedl tehdejší prezident International (předchůdce klubu Club Athletico Paranaense) výstavbu stadionu, který byl postaven na místě, kde dříve stával sklad brazilské armády. Až deset let po výstavbě stadionu vznikl fotbalový klub Athletico, kterému připadl všechen majetek předešlého klubu včetně stadionu. Od roku 1934 se jméno stadionu změnilo na Estádio Joaquim Américo Guimarães. V roce 1980 byl stadion vybaven světly. Od roku 1986 do 1994 hrál klub Athletico Paranaense na stadionu Estadio Pinheirão. V roce 1994 byl stadion znovu otevřen, zároveň byla zbořena stará tribuna stadionu. Roku 2005 byl tento stadion přejmenován na Kyocera Arena, protože japonská firma Kyocera koupila práva na pojmenování, která však vypršela v roce 2008.
První zápas na původním stadionu domácího mužstva se odehrál 6. září roku 1914 a byla to zároveň otevírací akce tohoto stadionu. Soupeřící klub Flamengo vyhrál nad Internacional 7-1 a první gól vstřelil Arnaldo ze soupeřícího týmu Flamengo. První zápas na novém stadionu se sehrál 24. června 1999, kdy Athletico Paranaense porazilo paraguayský tým Cerro Porteño 2-1. První gól na novém stadionu vstřelil Lucas Severino z Athletica.
Nejvíce diváků na sportovní události navštívilo stadion 12. prosince 2018, kdy Athletico Paranaense porazilo Atletico Junior na penalty ve finále Sudamericana 2018. Tento zápas přišlo navštívit 40 263 diváků. Avšak absolutní rekord v návštěvnosti stadionu drží událost „Semana de Avivamento“ (akce mezi evangelickými církvemi) konaná 27. července 2019, jíž se zúčastnilo 45 925 diváků.

## Mistrovství světa ve fotbale 2014
Renovační práce na stadionu byly dokončeny v červnu 1999. Po rekonstrukci byl Estádio Joaquim Américo považován za jeden z nejlépe vybavených a moderních brazilských fotbalových stadionů. V letech 2012 až 2014 prošel stadion dalšími rekonstrukčními pracemi, aby se mohl stát hostitelským stadionem na Mistrovství světa ve fotbale 2014. Na stadionu se například vylepšovala zařízení a přidávaly se řady k sezení paralelně se hřištěm. Díky přidávání řad se zvýšila kapacita na 42 000 míst k sezení, což bylo důvodem, proč se na stadionu mohly odehrát čtyři zápasy mistrovství světa ve fotbale.
Stavba stadionu se neobešla bez komplikací. V roce 2013 byla rekonstrukce pozastavena na příkaz brazilského pracovního soudu. Rekonstrukce byla pozastavena kvůli četným a závažným porušením bezpečnosti. Soudkyně Lorena Colnago napsala, že „bylo spácháno nespočet přestupků v různých fázích stavebního projektu“. Následně po tomto skandálu byl zrušen plán vytvořit stahovací střechu stadionu. Ale na konci roku 2014 se obnovila výstavba stahovací střechy. Po skončení projektu v březnu 2015 se Arena de Baixada stalo prvním stadionem v Jižní Americe se zatahovací střechou.
14. května 2014 proběhla oficiální slavnostní ceremonie nově zrekonstruovaného stadionu v přátelském utkání mezi týmy Athletico a Corinthians Paulista, které skončilo 2:1 pro Corinthians a Marcelo Cirino (Athletico) vstřelil první gól ve 13. minutě. Tento zápas navštívilo 30 000 diváků.
16. června 2014 se sehrál první zápas mistrovství světa na tomto stadionu mezi Íránem a Nigérií. Tento zápas skončil bezbrankovým výsledkem, remízou 0-0.

### Zápasy

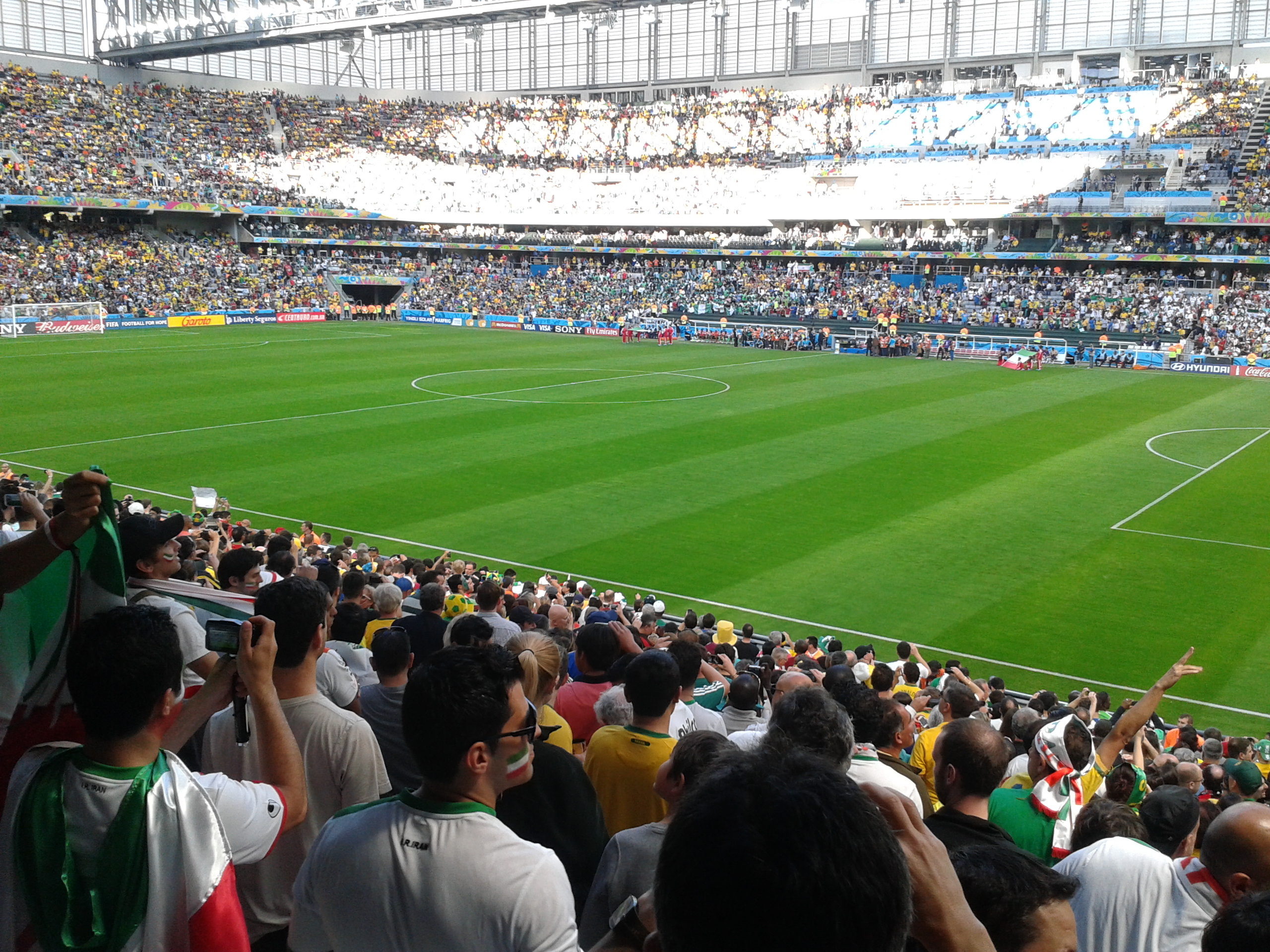
Arena da Baixada v zápase skupiny F mistrovství světa ve fotbale 2014 mezi Íránem a Nigérií, 16. června 2014

| datum           | Čas ( UTC-03 ) | Tým #1    | Výsledek | Tým #2    | Kolo      | Účast  |
| --------------- | -------------- | --------- | -------- | --------- | --------- | ------ |
| 16. června 2014 | 16:00          | Írán      | 0–0      | Nigérie   | Skupina F | 39 081 |
| 20. června 2014 | 19:00          | Honduras  | 1–2      | Ekvádor   | Skupina E | 39 224 |
| 23. června 2014 | 13:00          | Austrálie | 0–3      | Španělsko | Skupina B | 39 375 |
| 26. června 2014 | 17:00          | Alžírsko  | 1–1      | Rusko     | Skupina H | 39 311 |

## UFC 198: Werdum vs. Miocic
Jednalo se o první propagační akci UFC, která byla pořádána v Curitibě. Arana da Baixada se stal prvním brazilským stadionem, který hostil UFC. Tuto akci sledovalo 45 207 fanoušků a jednalo se o třetí největší publikum v historii UFC. Mezi hlavní hvězdy večera patřili místní zápasníci z Curitiby Cris Cyborg a Shogun Rua, přičemž oba své zápasy vyhráli.